# Olga Kozlova
Pour les articles homonymes, voir Kozlova.
Olga Olegovna Kozlova (en russe : Ольга Олеговна Козлова), née Simushina le 17 décembre 1969, est une biathlète russe.

## Biographie
Elle fait ses débuts dans la nouvelle équipe de Russie en 1993-1993 sous le nom de Simushina.
Aux Championnats du monde 1993, pour sa seule participation en mondial, elle est médaillée de bronze au relais en compagnie de Svetlana Paniutina, Nadejda Talanova et Elena Belova. Dans la Coupe du monde, elle remporte un succès en relais à Oberhof en janvier 1993 et monte sur son seul podium individuel en 1994 au sprint d'Antholz, pour sa dernière étape dans le circuit élite.
Dans les années 2000, sous le nom de Kozlova, elle prend part à une autre forme de biathlon, à l'arc, où elle remporte de multiples titres mondiaux : au sprint en 2002 et 2004, à la poursuite en 2002 et 2003, à la mass start en 2003 et 2004 et au relais en 2002 et 2004.

## Palmarès

### Championnats du monde
| Épreuve / Édition      | individuel | Sprint | Poursuite                        | Départ en masse                  | Relais                    | Course par équipes |
| Mondiaux 1993 Borovets | 16e        | -      | Épreuve inexistante à cette date | Épreuve inexistante à cette date | Médaille de bronze, monde | 5e                 |

### Coupe du monde
- 1 podium individuel : 1 troisième place.
- 6 podiums en relais : 1 victoire, 3 deuxièmes places et 2 troisièmes places.